# Pokolenie nienawiści

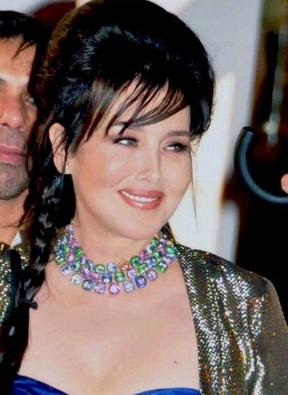
Isabelle Adjani, podczas 35. ceremonii wręczenia Cezarów

Pokolenie nienawiści (fr. La journée de la jupe, 2008) – francusko-belgijski dramat filmowy w reżyserii i według scenariusza Jean-Paula Lilienfelda.
Światowa premiera filmu nastąpiła 18 września 2008 roku, podczas La Rochelle Film Festival. Następnie film zaprezentowano podczas 59. Międzynarodowego Festiwalu Filmowego w Berlinie, w sekcji "Panorama". W Polsce film dystrybuowany wyłącznie na płytach DVD.

## Opis fabuły
Sonia Bergerac (Isabelle Adjani) jest nauczycielką języka francuskiego w szkole średniej w niezbyt bezpiecznej dzielnicy. Nauczycielka jest zwolenniczką noszenia spódnicy. Kobieta źle znosi codzienny ciężar przemocy i interakcji swoich uczniów, tym bardziej, że jej mąż wyjechał.
W czasie próby spektaklu teatralnego z jedną ze swoich klas, Sonia znajduje pistolet w torbie jednego z uczniów. Kobieta stara się odebrać broń, niestety ta przypadkowo wypala, raniąc nogi ucznia. Całkowicie zszokowana nauczycielka, traci nad sobą kontrolę i bierze uczniów jako zakładników, żądając stworzenia właściwego - choć tendencyjnego - środowiska nauczania.
Podczas gdy władze szkoły, negocjator SWAT i wysokiej rangi politycy próbują dowiedzieć się co się dzieje i jak reagować, Sonia zmusza studentów do spojrzenia na pewne rzeczy z jej punktu widzenia i ostatecznie pokazuje im sprzeczności w ich własnym życiu.

## Obsada
- Isabelle Adjani jako Sonia Bergerac, nauczycielka francuskiego
- Denis Podalydès jako Labouret, negocjator SWAT
- Jackie Berroyer jako Dyrektorka szkoły
- Khalid Berkouz jako Mehmet
- Yann Collette jako Oficer Bechet
- Yann Ebonge jako Mouss
- Karim Zakraoui jako Farid
- Sonia Amori jako Nawel
- Sarah Douali jako Farida
- Mélèze Bouzid jako Khadija
- Hassan Mezhoud jako Akim
- Fily Doumbia jako Adiy
- Salim Boughidene jako Jérôme
- Olivier Brocheriou jako Julien
- Anne Girouard jako Cécile
- Stéphan Guérin-Tillié jako François

i inni

## Nagrody i nominacje
35. ceremonia wręczenia Cezarów
- nagroda: najlepsza aktorka − Isabelle Adjani
- nominacja: najlepszy film − Bénédicte Lesage, Ariel Askénazi i Jean-Paul Lilienfeld
- nominacja: najlepszy scenariusz oryginalny − Jean-Paul Lilienfeld